# Тав-Бодракская волость
Тав-Бадракская во́лость — административно-территориальная единица в составе Симферопольского уезда Таврической губернии. Образована в результате земской реформы 1890-х годов, в основном, из деревень северной части Мангушской волости. Географически занимала долины рек Западный Булганак и Альма (без самых низовий) и плато междуречья.

## Деревни Тав-Бадракской волости на 1892 год
Согласно «…Памятной книжке Таврической губернии на 1892 год», в волости числось 24 населённых пункта 6394 жителями.

## Деревни Тав-Бадракской волости на 1902 год
По «…Памятной книжке Таврической губернии на 1902 год» в волости числилось также 24 населённых пункта, в которых проживало 7241 человек.

## Волость в 1915 году
По Статистическому справочнику Таврической губернии. Ч. II-я. Статистический очерк, выпуск шестой Симферопольский уезд, 1915 год, в Тав-Бодракской волости Симферопольского уезда числилось 332 различных поселения (абсолютное большинство — хутора и сады без жителей) с населением в количестве 9322 человека приписных и 2243 — «посторонних» жителей. На 1915 год в волости статус села имело 9 поселений:

| - Болта-Чокрак — 130/43 чел. - Бешуй — 825/141 чел. - Биясала — 815/56 чел. - Биель — 349/82 чел. - Бодрак русский — 450/0 чел. | - Кочкар-Эль — 92/78 чел. - Казбиэль — 198/18 чел. - Мангуш — 2321/37 чел. - Саблы —1592/1637чел. |

В Статистическом справочнике… на 1915 год числится 23 приписанных к волости деревни, причём 6 из них фигурируют впервые:

| - Азек — 274/18 чел. - Алма-Кермен — 0/65 чел. - Биюк-Яшлав — 245/174 чел. - Викентьевка — —. - Кабаза — 140/14 чел. - Карач (русский) — 63/0 чел. - Карач (татарский) — 78/55 | - Коджук-Эль — 85/50 чел. - Ново-Васильевка — 65/0 чел. - Ново-Збурьевка — 49/0 чел. - Ново-Павловка — 85/0 чел. - Омашель — 0/0 чел. - Ойсунки — 173/15 чел. - Севастьяновка — 41/0 чел. | - Сакав — 128/44 чел. - Тав-Бадрак — 440/70 чел. - Улаклы — 350/0 чел. - Черкез-Эль — 96/95 чел. - Шакул — 28/0 чел. - Шуры — 16/45 чел. - Эдишель — 202/26 чел. |

Кроме того, записан посёлок Базарчик (180 только временных жителей) при железнодорожной станции Алма (и сама станция), около 50 хуторов, несколько имений, экономий и усадеб, из которых хутора Приятное Свидание и Татаркой, экономия Кучук-Яшлав и имение Клачановского Кукурековка впоследствии стали сёлами.
Волость существовала до упразднения волостной системы, после установления в Крыму Советской власти, по постановлению Крымревкома от 8 января 1921 года.